# أكورسيو بينتيفينيا
أكورسيو بينتيفينيا (بالإيطالية: Accursio Bentivegna)‏ (21 يونيو 1996 بشاكا في إيطاليا - ) هو لاعب كرة قدم إيطالي في مركز الهجوم. شارك مع منتخب إيطاليا تحت 17 سنة لكرة القدم ومنتخب إيطاليا تحت 18 سنة لكرة القدم ومنتخب إيطاليا تحت 19 سنة لكرة القدم ومنتخب إيطاليا تحت 20 سنة لكرة القدم ومنتخب إيطاليا لكرة القدم للدرجة الثانية ‏. أما مع النوادي، فقد لعب مع نادي باليرمو ونادي كومو.

## وصلات خارجية
- أكورسيو بينتيفينيا على موقع قاعدة بيانات كرة القدم.إي يو (الإنجليزية)
- أكورسيو بينتيفينيا على موقع Soccerbase.com (لاعب) (الإنجليزية)
- أكورسيو بينتيفينيا على موقع Soccerway.com (الإنجليزية)
- أكورسيو بينتيفينيا على موقع عالم كرة القدم.نت (الإنجليزية)
- أكورسيو بينتيفينيا على موقع AS.com (الإسبانية)